# Wartoise
De Wartoise (soms ook Artoise) is een 19 kilometer lange rivier die stroomt door België (provincie Henegouwen) en Frankrijk en uitmondt in de Gland. Zo behoort hij tot het stroomgebied van de Oise en de Seine. De rivier ontspringt in het bos van Thiérache nabij Scourmont, vloeit eerst door België, vormt vervolgens over negen kilometer de grens met Frankrijk en vloeit dan verder in het Franse departement Ardennes. Een deel van het stroomgebied van de Wartoise maakt deel uit van het Natura 2000. Vroeger werd er goud gewonnen in de rivier.